# Портрет дамы (Корреджо)
Женский портрет работы итальянского ренессансного художника Корреджо — единственная его картина в России. Она представляет собой редкий пример портретного жанра в его наследии и относится к числу лучших картин итальянского собрания Эрмитажа (зал 215), куда поступила в 1925 году из расположенного на Мойке дворца Юсуповых, в описи коллекции которых он впервые упоминается в 1839 году.

## Создание
Художник подписался латинизированной формой своего крестильного имени Anton(ius) Laet(us). (Аналогичную подпись художник употребляет, по некоторым указаниям, ещё лишь раз — в ныне утерянной «Madonna di Albinea»). Несмотря на это, картина ранее приписывалась Лоренцо Лотто, в том числе и во время пребывания в Эрмитаже, и лишь Роберто Лонги вернул ей авторство.
Видимо, работа относится к тому же периоду, что и Madonna della Scala и Camera della Badessa. Она не имеет аналогов в творчестве Корреджо, который практически не писал портретов. Однако характерными чертами манеры Корреджо является точность написания листвы, обрамляющей лицо модели, мягкость светотени на лице и в пейзаже. Модель имеет сходство с Мадонной из его же «Отдыха на пути в Египет» (Уффици).

## Описание
Дама, чьё имя нам неизвестно, изображена под сенью лавра, который, вероятней всего, символизирует её поэтическое дарование. Ствол дерева, обвитый плющом, обозначает вечную любовь и супружескую верность.
Одежда дамы тоже символична: судя по всему, это траурный наряд, а коричневое платье и верёвочный пояс говорят о её причастности к ордену францисканцев. При этом он скроен по последней моде, только что введённой Изабеллой д’Эсте.
В руках женщины сосуд с надписью греч. ΝΗΠΕΝΘΕΣ — непенф, трава забвения из древнегреческой мифологии (по «Одиссее», Елена Прекрасная давала её Телемаху, искавшему отца, чтобы тот забыл о своей потере). Возможно, это первая работа итальянского Ренессанса с древнегреческой надписью, поскольку этот язык тогда был известен мало и встречался в живописи ещё реже иврита. Раньше этого портрета его можно увидеть только в нидерландской картине «Тимофей» ван Эйка. Сама «Одиссея» была опубликована немногим ранее — в 1488 году во Флоренции.
Хотя тёмный наряд модели нельзя однозначно считать траурным, древнегреческая надпись без сомнения указывает на потерю любимого человека. По одной из версий, выдвинутой Дж. Финци, на портрете представлена Джиневра Рангоне (it:Ginevra Rangoni), супруга Джангалеаццо да Корреджо (Висконти), умершего в 1517 году. Известно, что она принадлежала к францисканцам. Второй раз она вышла замуж в 1519 году, что даёт нижнюю планку создания портрета. По другому распространённому предположению — моделью послужила поэтесса Вероника Гамбара, владетельница города Корреджо и покровительница мастера, его уроженца. Гамбара известна своими стихами, в которых горестно оплакивала своего умершего в 1518 году супруга. Современный исследователь Джузеппе Адани (Giuseppe Adani) пишет: «Картина имеет исключительно большие размеры (по сравнению с традиционной итальянской живописью того периода, портативной или стационарной, даже изображающей модели в полный рост с оружием). И это, разумеется, предполагает, что она имела династические репрезентативные функции. Видимо, она изображала верховного члена династии, чтобы быть расположенной в главном зале дворца. В этом контексте идентификация модели с Вероникой Гамбара, вдовой умершего в 1518 году Гилберто Х и регентшей государства Корреджо при маленьких детях — единственная реальная возможность».
Но стоит заметить, что портрет не обязательно изображает именно того, кто перенёс тяжёлую утрату, поскольку такой атрибут, как блюдо с надписью может находиться и в руках модели, отождествляемой с Еленой Прекрасной, протягивающей гостям снадобье для смягчения душевной боли. Таким образом, это и может быть задачей написания портрета — он мог быть предназначен в дар кому-либо, потерявшему близкого. Таким образом, пейзаж с зарёй на заднем плане может намекать на идею преодоления боли и возрождения. Вдали виднеется здание, которое, как доказывает Marcin Fabianski, может быть мавзолеем покойного супруга (первый Мавзолей построила вдова). Цветы, изображённые у подола платья, также символичны: это незабудка и вероника.